# Prototrupes kochi
Prototrupes kochi är en skalbaggsart som beskrevs av Renaud Maurice Adrien Paulian 1952. Prototrupes kochi ingår i släktet Prototrupes och familjen Bolboceratidae. Inga underarter finns listade i Catalogue of Life.